# Oryzomyini
Oryzomyini é uma tribo de roedores da subfamília Sigmodontinae da família Cricetidae. Inclui cerca de 120 espécies em cerca de 30 gêneros, distribuídos desde o leste dos Estados Unidos até as partes mais ao sul da América do Sul, incluindo muitas ilhas. Faz parte do clado Oryzomyalia, que inclui a maioria dos Sigmodontinae sul-americanos.
O nome Oryzomyini deriva do nome de seu gênero-tipo, Oryzomys, que significa “rato-do-arroz”. Muitas espécies são conhecidas como ratos-do-arroz.

## Taxonomia

### Conteúdo de Oryzomyini
Um grupo de Oryzomyini foi considerado pela primeira vez por Oldfield Thomas no início do século XX. Ele o definiu para incluir espécies pentalofodontes, que têm um palato longo (estendendo-se além dos terceiros molares). Thomas incluiu Oligoryzomys, Oecomys e Oryzomys (que incluíam muitas espécies atualmente em outros gêneros), bem como Rhagomys, que atualmente é classificado na tribo Thomasomyini. Em 1944, Hershkovitz propôs uma definição mais ampla do grupo, excluindo Rhagomys, mas incluindo Nectomys (então incluindo Sigmodontomys), Neacomys e Scolomys. Alguns autores posteriores não separaram os membros da tribo Oryzomyini dos membros da família Thomasomyini, que se distinguiam deles por terem um palato curto, incluindo Vorontsov, que em 1959 foi o primeiro a usar Oryzomyini como um nome formal de grupo familiar. Ele incluiu a maioria dos gêneros de Oryzomyini atuais, bem como os gêneros de Thomasomyini e de Tylomyinae, que agora são conhecidos por serem parentes mais distantes.
Os gêneros Holochilus (incluindo Lundomys na época), Pseudoryzomys e Zygodontomys não foram incluídos na época por causa de seus molares tetralofodontes; em vez disso, Holochilus foi considerado um sigmodonte, relacionado a Sigmodon e Reithrodon, e Pseudoryzomys e Zygodontomys foram considerados membros de Phyllotini, outra grande tribo sul-americana. Esses gêneros compartilham caracteres com os gêneros de Oryzomyini, e uma série de artigos de Robert Voss e colaboradores no início da década de 1990 estabeleceu sua pertença em Oryzomyini.
Em um artigo de 1993, Voss e Carleton propuseram o primeiro diagnóstico cladístico de Oryzomyini. Eles incluíram 12 gêneros e propuseram 5 sinapomorfias para a tribo: presença de um par de mamas no tórax; um palato longo marcado por fossas palatinas posterolaterais, perfurações próximas ao terceiro molar; ausência de um suporte alisfenoide, que em alguns Sigmodontomys separa dois forames (aberturas) no crânio; ausência de um processo suspensor do osso esquamosal ligado ao teto da cavidade timpânica [en], e ausência de uma vesícula biliar. Algumas dessas características foram revertidas em alguns gêneros de Oryzomyini; por exemplo, um suporte alisfenoide está presente em vários gêneros dessa tribo, incluindo o Eremoryzomys [en].
O conteúdo de Oryzomyini tem se mantido praticamente estável desde então, mas a alocação de alguns animais tem sido controversa. O Megaoryzomys [en], um rato gigante extinto das Ilhas Galápagos, foi alocado tanto em Oryzomyini quanto em Thomasomyini, mas sua classificação correta ainda não está clara. O gênero Scolomys foi excluído de Oryzomyini com base em estudos do gene mitocondrial do citocromo b, mas o gene nuclear RBP3 [en] fornece evidências de sua inclusão em Oryzomyini. Aepeomys fuscatus foi colocado no gênero Aepeomys antes que sua relação próxima com Oryzomys intectus fosse reconhecida em 2002. Microakodontomys transitorius foi descrito como uma forma de transição entre as tribos Oryzomyini e Akodontini [en], mas depois foi aliado a Oryzomyini e até mesmo sumariamente descartado como um Oligoryzomys anômalo.
No início dos anos 2000, o advento da filogenética molecular levou a um progresso na compreensão das relações da tribo Oryzomyini. Atualmente, eles são classificados na família Cricetidae, que inclui ratazanas, hamsters, Peromyscus e muitas outras espécies, principalmente nas Américas e na Eurásia. Dentro dessa família, eles fazem parte da subfamília Sigmodontinae, que é distribuída principalmente na América do Sul, mas também se estende até o sul da América do Norte. Sigmodontinae inclui várias tribos, a maioria das quais se agrupa em um clado agora conhecido como Oryzomyalia, que inclui Oryzomyini, Akodontini, Phyllotini, Thomasomyini e outros grupos menores, mas não os ratos Sigmodon e os Ichthyomyini [en].

### Classificação interna
As relações entre os gêneros de Oryzomyini são obscuras há muito tempo, embora vários estudos tenham fornecido informações sobre as relações de alguns gêneros. O problema mais significativo na taxonomia dos gêneros foi a definição do gênero-tipo, Oryzomys, que, em uma classificação, incluía todos os animais então reconhecidos como parte da tribo Oryzomyini. Muitos grupos foram posteriormente excluídos do gênero, mas mesmo assim ele incluía 40 espécies que não formavam um grupo monofilético.
Na década de 2000, Marcelo Weksler publicou vários estudos nos quais usou evidências do RBP3, um gene nuclear, e da morfologia para avaliar as relações entre os membros de Oryzomyini. Ele forneceu suporte para várias relações intergenéricas e esclareceu a escala do problema de Oryzomys, já que as espécies de Oryzomys apareciam em cerca de 10 clados separados. Em uma publicação de 2006, ele e colegas de trabalho descreveram 10 novos gêneros para espécies anteriormente colocadas em Oryzomys e transferiram algumas outras para Handleyomys, deixando apenas cerca de 6 espécies em Oryzomys.
As análises de Weksler sugeriram que os gêneros de Oryzomyini se enquadram em quatro clados principais, que foram amplamente congruentes em suas análises de morfologia e RBP3, mas o suporte para todos eles foi limitado e a colocação de alguns gêneros permaneceu incerta. Ele chamou esses clados de “clado A” a “clado D”. Algumas análises apoiaram uma relação entre os clados C e D, que, por sua vez, estavam relacionados ao clado B, com o clado A em uma posição basal, mas outras análises não conseguiram resolver as relações entre os principais clados. Os quatro clados são os seguintes:
- O clado A inclui apenas Scolomys e Zygodontomys, mas o suporte para uma relação entre esses gêneros morfológica e ecologicamente diferentes não foi forte.[20]
- O clado B inclui pelo menos Oecomys, Handleyomys, Euryoryzomys, Transandinomys, Hylaeamys e Nephelomys, sendo que os quatro últimos foram incluídos em Oryzomys até 2006.[21] Amphinectomys [en] e Mindomys [en] também foram recuperados no clado em algumas análises,[22] mas o primeiro, para o qual a maioria dos caracteres morfológicos são desconhecidos, é mais provavelmente relacionado a Nectomys dentro do clado D[23] e as relações do último, um animal pouco conhecido, mas único, são obscuras, pois algumas análises sugerem que ele é um membro basal de Oryzomyini.[24] Há pouco apoio para todas as relações intergenéricas dentro do clado.[18]
- O clado C inclui Oligoryzomys, Neacomys, Microryzomys e Oreoryzomys, que foi colocado em Oryzomys até 2006.[21] Nenhuma relação intergenérica dentro desse clado recebeu suporte substancial.[18]
- O clado D inclui  Drymoreomys,[25] Eremoryzomys, Cerradomys, Sooretamys [en], Oryzomys, Lundomys, Pseudoryzomys, Holochilus, Aegialomys, Nesoryzomys, Melanomys, Sigmodontomys, Nectomys,[21] provavelmente Amphinectomys [en],[23] e os extintos Megalomys,[26] Agathaeromys [en],[27] e  Pennatomys.[28] Eremoryzomys, Cerradomys, Sooretamys e Aegialomys foram incluídos em Oryzomys antes de 2006. [21] Há algum suporte para uma colocação basal de Eremoryzomys dentro desse clado e para dois grandes grupos de gêneros relacionados, um incluindo Holochilus, Lundomys e Pseudoryzomys e o outro Nectomys, Amphinectomys, Sigmodontomys, Melanomys, Aegialomys e Nesoryzomys,[29] com os extintos Megalomys e Pennatomys.[30] O grupo Holochilus-Lundomys-Pseudoryzomys também inclui os extintos Noronhomys e  Carletonomys.[31] Oryzomys pode ser seu parente mais próximo, mas é possível que esse arranjo seja o resultado de uma convergência evolutiva de adaptações para uma vida na água nos dois grupos.[32] Dentro do grupo de Nectomys e gêneros relacionados, há algum suporte para um grupo principal que exclui Aegialomys e Nesoryzomys e para dois subclados dentro do grupo principal, um incluindo Nectomys e Amphinectomys e o outro Melanomys e Sigmodontomys.[29]

As afinidades de algumas espécies ainda não estão claras. Muitas espécies são conhecidas das Pequenas Antilhas, incluindo Ekbletomys hypenemus [en] e espécies de Megalomys e Oligoryzomys, mas a maioria permanece não descrita.

## Descrição
A maioria dos Oryzomyini são roedores indefinidos que se parecem com camundongos e ratos comuns, mas a tribo também inclui algumas formas especializadas. Os menores membros, principalmente no clado C, podem ter um comprimento de cabeça e corpo de apenas 65 milímetros e massa de 10 gramas, mas o maior Oryzomyini vivo, Nectomys, atinge comprimentos de cabeça e corpo acima de 250 milímetros e massa de cerca de 300 gramas; Lundomys e Holochilus são apenas um pouco menores. Algumas das espécies extintas das Pequenas Antilhas, como Ekbletomys hypenemus e Megalomys desmarestii, eram ainda maiores.

## Distribuição e ecologia
Os Oryzomyini são distribuídos de Nova Jersey, no norte, onde é encontrado o Oryzomys palustris, até a Terra do Fogo, no sul, onde o Oligoryzomys magellanicus está presente. Espécies extintas são conhecidas na Jamaica ( Oryzomys antillarum), nas Ilhas Galápagos (Nesoryzomys e Aegialomys galapagoensis), em Fernando de Noronha (Noronhomys) e nas Pequenas Antilhas ao norte de Anguilla (Megalomys, Oligoryzomys victus e vários gêneros não identificados). Elas são abundantes em muitos ambientes, desde florestas tropicais até pastagens. A maioria vive na floresta, mas Zygodontomys, Lundomys, Pseudoryzomys, Aegialomys e Nesoryzomys vivem exclusivamente em vegetação aberta e alguns outros gêneros incluem formas florestais e não florestais. A maioria dos Oryzomyini são animais relativamente não especializados que vivem no solo, mas Oecomys é especializado em viver em árvores e vários membros do clado D, incluindo Holochilus, Oryzomys e Nectomys, são semiaquáticos, passando pelo menos parte de seu tempo na água.

## Literatura citada
- Musser, G.G. e Carleton, M.D. 2005. Superfamily Muroidea. Pp. 894–1531 em Wilson, D.E. e Reeder, D.M. (eds.). Mammal Species of the World: a taxonomic and geographic reference. 3rd ed. Baltimore: The Johns Hopkins University Press, 2 vols., 2142 pp. ISBN 978-0-8018-8221-0
- Pardiñas, U.F.J. 2008. A new genus of oryzomyine rodent (Cricetidae: Sigmodontinae) from the Pleistocene of Argentina. Journal of Mammalogy 89(5):1270–1278.
- Pardiñas, U.F.J., D'Elía, G. and Ortiz, P.E. 2002. Sigmodontinos fósiles (Rodentia, Muroidea, Sigmodontinae) de América del sur: Estado actual de su conocimiento y prospectiva. Mastozoología Neotropical 9(2):209–252 (em espanhol).
- Percequillo, A.R., Weksler, M., e Costa, L.P. 2011. A new genus and species of rodent from the Brazilian Atlantic Forest (Rodentia: Cricetidae: Sigmodontinae: Oryzomyini), with comments on oryzomyine biogeography. Zooilogical Journal of the Linnean Society 161(2):357–390.
- Ray, C.E. 1962. The Oryzomyine Rodents of the Antillean Subregion. Doctor of Philosophy thesis, Harvard University, 211 pp.
- Turvey, S.T. 2009. Holocene Extinctions. Oxford University Press US, 359 pp. ISBN 978-0-19-953509-5
- Turvey, S.T., Weksler, M., Morris, E.L., e Nokkert, M. 2010. Taxonomy, phylogeny, and diversity of the extinct Lesser Antillean rice rats (Sigmodontinae: Oryzomyini), with description of a new genus and species. Zoological Journal of the Linnean Society 160:748–772.
- Voss, R.S. e Carleton, M.D. 1993. A new genus for Hesperomys molitor Winge and Holochilus magnus Hershkovitz (Mammalia, Muridae) with an analysis of its phylogenetic relationships. American Museum Novitates 3085:1–39.
- Voss, R.S., Gómez-Laverde, M. e Pacheco, V. 2002. A new genus for Aepeomys fuscatus Allen, 1912, and Oryzomys intectus Thomas, 1921: Enigmatic murid rodents from Andean cloud forests. American Museum Novitates 3373:1–42.
- Voss, R.S. e Myers, P. 1991. Pseudoryzomys simplex (Rodentia: Muridae) and the significance of Lund's collections from the caves of Lagoa Santa, Brazil. Bulletin of the American Museum of Natural History 206:414–432.
- Weksler, M. 2006. Phylogenetic relationships of oryzomyine rodents (Muroidea: Sigmodontinae): separate and combined analyses of morphological and molecular data. Bulletin of the American Museum of Natural History 296:1–149.
- Weksler, M., Percequillo, A.R. e Voss, R.S. 2006. Ten new genera of oryzomyine rodents (Cricetidae: Sigmodontinae). American Museum Novitates 3537:1–29.
- Zijlstra, J.S., Madern, P.A. e Hoek Ostende, L.W. van den. 2010. New genus and two new species of Pleistocene oryzomyines (Cricetidae: Sigmodontinae) from Bonaire, Netherlands Antilles (subscription required). Journal of Mammalogy 91(4):860–873.